# Jean Vendome
 (mars 2019).
Si vous disposez d'ouvrages ou d'articles de référence ou si vous connaissez des sites web de qualité traitant du thème abordé ici, merci de compléter l'article en donnant les références utiles à sa vérifiabilité et en les liant à la section « Notes et références ».
Jean Tuhdarian, dit Jean Vendome, né à Lyon le 18 avril 1930, de parents arméniens, et mort le 9 août 2017 à Eaubonne, est un artiste joaillier.

## Biographie
Jean Vendome naît le 18 avril 1930 à Lyon. À treize ans, il suit une formation chez son oncle, le joaillier Der, et fréquente l'École des Beaux-Arts de Paris.
En 1945, il obtient son premier prix et une bourse d’état au concours de dessin de la Ville de Paris. Il suit quatre années de cours de gemmologie avec les professeurs Georges Göbel et Diane Level.
À 18 ans il crée son premier atelier, 2 rue Feutrier (Paris XVIIIe). Il réalise pour ses confrères de la haute joaillerie des pièces de commande.
Deux ans plus tard, il établit sa première collection de bijoux de création pure et obtient un vif succès et sonne le début de la joaillerie contemporaine. Avec cette première ligne Pépite, en or poli et sablé, sertie de pierres fines ou précieuses Jean Vendome s’inscrit dans une tendance baroque et se démarque de la joaillerie traditionnelle.
Il crée en 1955 la ligne Survol, qui évoque une ville vue d’avion, puis des lignes Nocturne et Boréale. Le premier collier Cravate, en fleur améthystes voit le jour. Les récits de Paul-Émile Victor, les cartes postales puis les voyages nourrissent son imaginaire. À partir de 1957, il prend l’habitude de présenter une ou deux lignes nouvelles par an.
Il découvre en 1959 les œuvres de Laurent Jiménez-Balaguer. De là, commence une amitié entre les deux familles, aujourd'hui encore très forte. En 1965, il crée la ligne Cosmos et en 1966 participe à l’exposition « La perle japonaise » au Palais d’Orsay à Paris et pour la première fois à la Société des artistes décorateurs (SAD) au Grand Palais à Paris.
En 1968, il expose ses bijoux avec ceux de Georges Braque à la galerie parisienne Delisle. Il apparaît désormais comme un pionnier du bijou moderne.
Promu officier de l’ordre du Mérite, il obtient le prix du salon de l’École française au musée d’Art Moderne en 1969. Les États–Unis lui inspirent les lignes America, Cinquième Avenue, Brooklyn, Manhattan, Central Park et New York.
En s’installant dans la boutique atelier, au 352 rue Saint-Honoré (Paris Ire) il cesse de produire pour les autres joaillers et se consacre exclusivement à sa création. Il expose dans le cadre de la SAD, à la galerie Philippe Dalléas (à Bordeaux), avec le couturier Paco Rabanne, les peintres Vieira da Silva et Jean Degottex.
De réputation internationale il accumule en 1970 les récompenses, les prix les plus prestigieux et représente la France en tant qu’invité d’honneur à Tokyo pour la joaillerie d’art contemporaine. Médaillé d’argent des Arts, Sciences et Lettres de la Ville de Paris, il est récompensé par le premier prix de la joaillerie Créateurs et bijoux d’aujourd’hui et lauréat de l’exposition internationale de New York. C’est une période d’activité intense, où il enchaîne les expositions en France et à l’étranger : Prestige des pierres précieuses à Caen, Créations à Lyon, Prestige de l’or aux Champs-Élysées à Paris, Décor de la vie quotidienne en France au pavillon français lors de l’exposition Universelle de Montréal, Biennale internationale de la joaillerie d’art à Marina di Carrara (Italie), Rand Easter Show à Johannesburg, Salon international de Munich. À cette époque, les œuvres de Jean Vendome peuvent être romantiques, par leurs formes rondes et leurs thèmes ou design très épurées. Il crée les Transformables, bagues-pendentifs, bagues-bracelets et bagues multiples.
Il réalise en 1971[réf. souhaitée] sa première épée d’académicien pour Roger Caillois, qui deviendra un ami. Il en réalisera huit autres pour d'autres personnes dont Maurice Schumann, René de Obaldia et Julien Green.
Il rentre alors dans le dictionnaire Larousse. En 1972, il expose à nouveau avec le SAD au Grand Palais, puis en compagnie de Salvador Dali à Bruxelles chez Isy Brachot. Deux créations majeures marquent cette année : L’épée d’académicien de Julien Green et la sculpturale bague Boule pouvant se porter de six façons différentes.
En 1974 ont lieu deux créations majeures, la bague Ferret et la ligne Totem. Vasarely prend contact avec lui en 1977 par l’intermédiaire de sa galerie new-yorkaise pour étudier la possibilité de réaliser des bijoux Vendome-Vasarely.
Il expose à Tokyo en 1978 à la joaillerie Mikimoto, son représentant exclusif pendant dix ans et, en 1979, participe aux côtés de César, Filhos, Arman et Vignando à « Bijoux 1980 ». À partir des années 1980, ses deux fils, Raphaël et Thierry Vendome, rejoignent l’affaire familiale.
Il est présent en 1986 au musée de Strasbourg à l’exposition Cristaux 1986, Bijoux, cailloux, fous ! et crée le Compact, bijou à secrets, comprenant une bague, un bracelet, des boucles d’oreilles et deux pendentifs, soit vingt-et-une façons différentes de le porter. Jean Vendome est nommé chevalier de l’ordre des Arts et des Lettres.
La ligne Promenades irréelles sort en 1987 et en 1988 le musée des Arts décoratifs achète la bague Ferret. Vendome présente aussi la ligne Bulle et Boules.
Sa nouvelle ligne Nature-Elle (1991) est construite à partir de perles et de pierres montées à l’état de gemmes. Le musée de Glasgow, en Écosse, acquiert le « bijou-sculpture » Crabomard et, en 1992 Ligne Marine en hommage à sa passion pour la mer et les bateaux.
Il présente en 1994 la ligne Thèmes, à partir de ce qu’il appelle les « pierres habitées », c’est-à-dire les quartz à empreintes et fantômes, où se lisent les croissances géologiques successives.
La ligne Secrets de Chine sort en 1996 puis la ligne Equinoxe en 1997. Le Muséum national d'histoire naturelle, à Paris, lui consacre trois mois durant une très importante rétrospective 50 ans de création (1998) qui est suivi en 1999 d'une deuxième rétrospective au musée des Confluences, à Lyon.
En 2007, il ferme le magasin du 352 de la rue Saint-Honoré.
Considéré comme le père de la joaillerie contemporaine, il meurt le 9 août 2017
Il a donné son nom de famille à la promotion 2020 de Nacarats (Secondes) de la Maison d'Éducation de la Légion d'Honneur
La promotion VENDÔME

### Expositions personnelles
- Jean Vendôme, artiste joaillier, École des Arts Joaillers, Paris (2020-21)[2]